# Herpolitha limax
A Herpolitha limax a virágállatok (Anthozoa) osztályának kőkorallok (Scleractinia) rendjébe, ezen belül a Fungiidae családjába tartozó faj.
Nemének az egyetlen faja. Korábban a Sandalolitha nembe sorolták.

## Előfordulása
A Herpolitha limax előfordulási területe a Vörös-tenger - ahol nagyon gyakori és közönséges -, az Indiai-óceánban főleg a nyugati és déli részek, de keleten is, valamint a Csendes-óceán legnyugatabbi része.

## Megjelenése
A telepei oválisan nyújtottak, általában 45 centiméter hosszúak és 10-15 centiméter szélesek; a legnagyobb több mint 1 méteres volt. Az ovális telep közepe bemélyedt, míg a szélei körben kidomborodnak. Néha melléktelepei is létrejönnek, Y, T vagy X alakokat véve fel. Az élő példányok világos- vagy sötétbarna színűek, zöldesbarna árnyalattal.

## Életmódja
A korallszirteken azokon a helyeken él, ahol nem erős a hullámverés. A sziklák mellett, törmelékre, ritkábban homokra is nőhet. Gyakran a gombakorallal (Fungia fungites) társul. Az Anchimolgus latens és Mycoxynus villosus nevű evezőlábú rákok (Copepoda) élősködnek ezen a kőkorallon.

## Képek

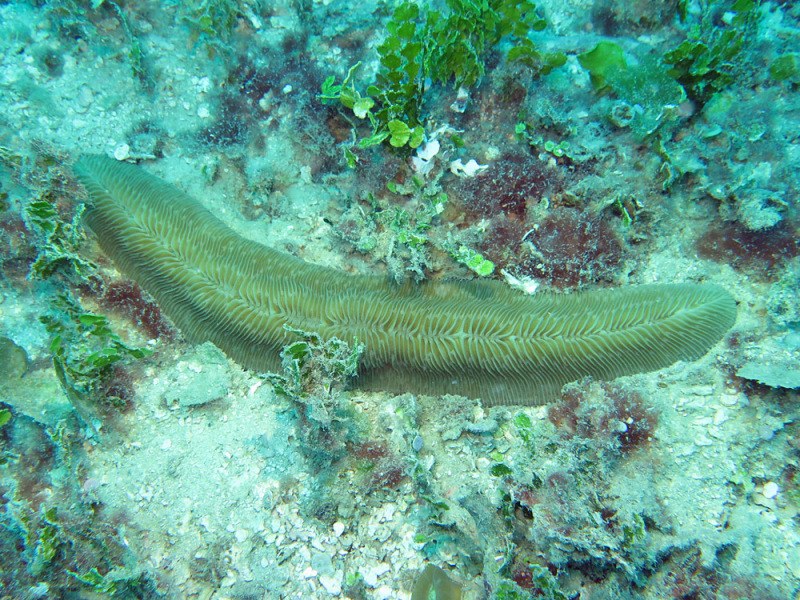
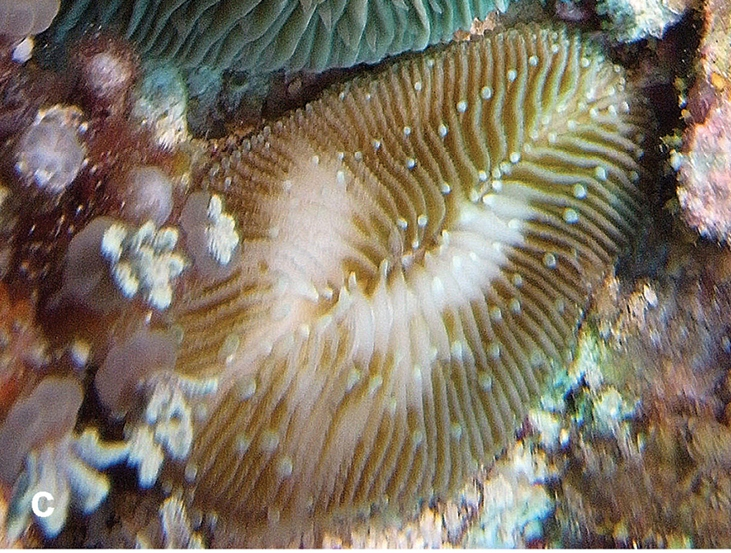
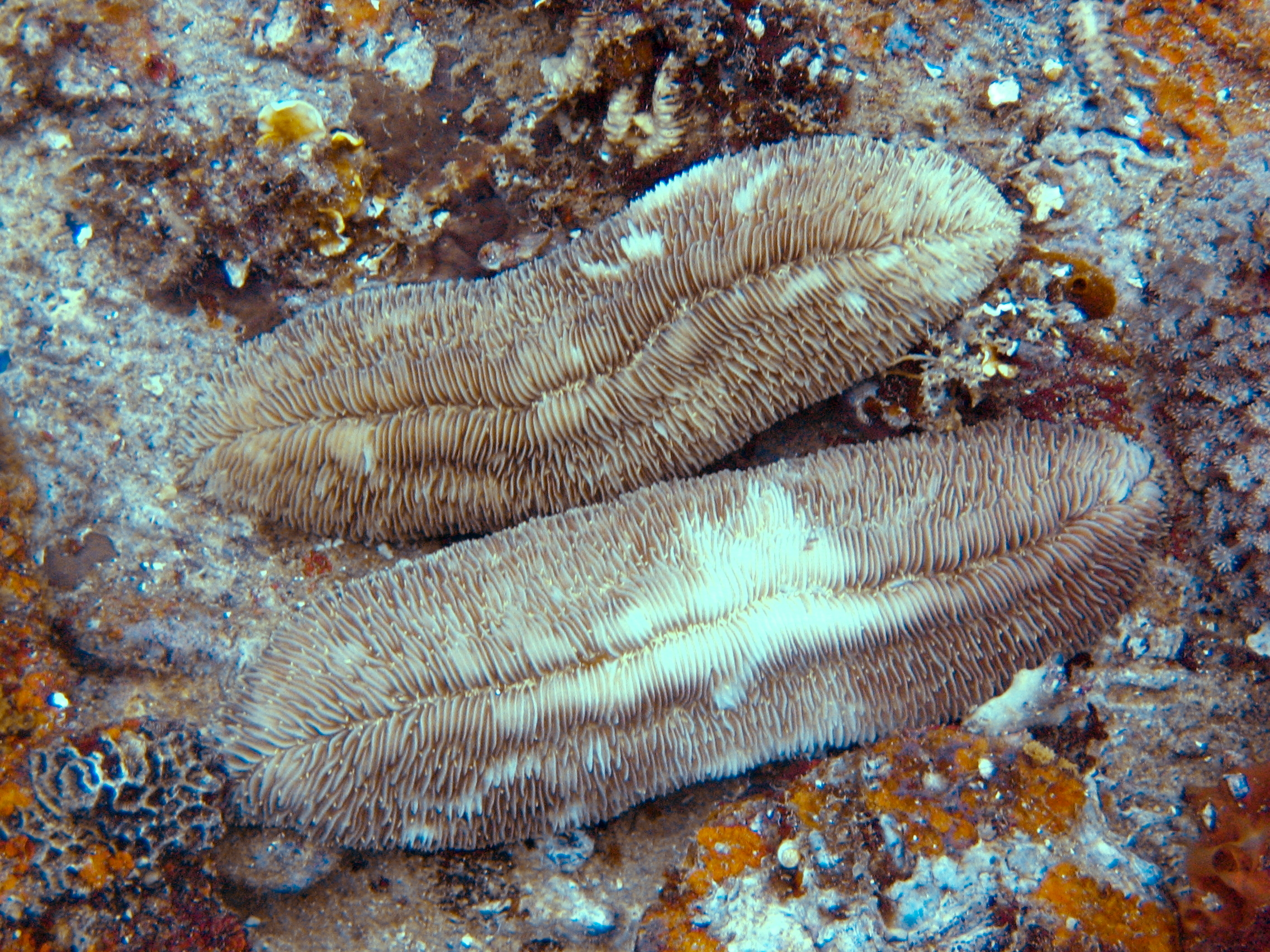
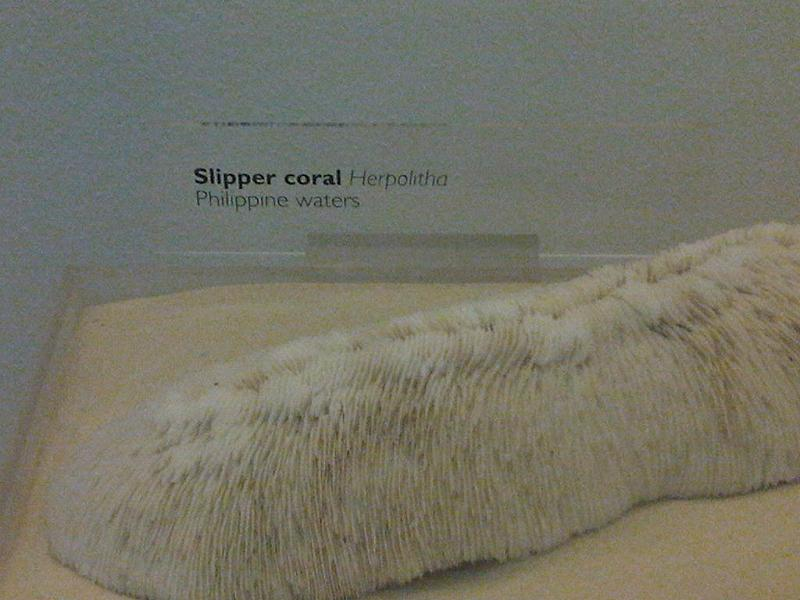